# Prunus grisea
Prunus grisea — вид квіткових рослин з родини трояндових (Rosaceae). Ареал охоплює такі країни: Камбоджа, Індонезія, Малайзія, Папуа-Нова Гвінея, Філіппіни, Сінгапур, Тайвань, Таїланд, Східний Тимор, В'єтнам; це дерево, яке росте переважно у вологому тропічному біомі.

## Середовище
Цей вид росте в низинних лісах.